# 兴山榆
兴山榆（学名：Ulmus bergmanniana）是榆科榆属的植物，是中国的特有植物。分布于中国大陆的安徽、湖南、湖北、陕西、四川、云南、河南、山西、甘肃、浙江、江西等地，生长于海拔1,500米至2,600米的地区，多生长于山坡以及溪边的阔叶林中，目前尚未由人工引种栽培。

## 异名
- Ulmus bergmanniana Schneid. var. lasiophylla Schneid.